# DreamWorks Records
DreamWorks Records era uma gravadora americana. Fundada em 1996 por David Geffen, Steven Spielberg e Jeffrey Katzenberg como uma subsidiária da DreamWorks SKG, o selo funcionou até 2005.
A gravadora nunca teve o sucesso esperado e em outubro de 2003 foi comprada pela Universal Music Group.
A maioria dos grandes artistas da gravadora como Nelly Furtado, Rise Against, Elliott Smith entre outros, passaram para a Geffen Records, filial da Universal Music Group.